# Mikuláš V. Krnovský
Mikuláš V. z Krnova (asi 1409 – 1452) byl ratibořským, krnovským a bruntálským knížetem, vlastnil Żory, Rybnik a Wodzisław.

## Životopis
Jeho rodiči byly ratibořský kníže Jan II. Železný a  jeho manželka Helena Litevská. V roce 1424 zemřel Jan II. a regentkou se stala Helena Litevská. Z neznámých důvodů se Mikuláš s bratrem až do roku 1437 nepodělili o vládu. Poté Mikuláš obdržel Krnov, Bruntál, Žory, Pštínu, Rybnik a Wodzisław. Okolo 1440 se ještě dodatkově dělil hrad Cvilín.
Oproti otci, který stál na straně českých králů, Mikuláš se politicky sblížil s polským dvorem a roku 1447 uzavřel pakt o spolupráci. Ocitl se ve finančních potížích a roku 1447 zastavil Hynkovi z Vrbna Krnovsko a Bruntál (ten se už do rodového majetku nevrátil).
Mikuláš V. byl dvakrát ženatý: s Markétou Klemová ze Lhoty (z Elguth) a Barborou z Rockenbergu. S Markétou měl syny Jana IV. a Václava V. a dceru Barboru (vdanou za Jana IV. Osvětimského). S Barborou z Rockenbergu měl dceru Machnu (vdanou za Kazimíra II.).
Mikuláš V. zemřel roku 1452 a je pochovaný v Krnově.